# Трудовые ресурсы
Трудовые ресурсы — часть населения, обладающая достаточным физическим развитием и достаточными интеллектуальными (умственными) способностями, которые необходимы для осуществления той или иной трудовой деятельности. В трудовые ресурсы входят как занятые, так и потенциальные работники.

## Состав
В количественном отношении в состав трудовых ресурсов входит всё трудоспособное население независимо от возраста, получающее вознаграждение за свою деятельность, в том числе индивидуальные предприниматели. Включаются также лица трудоспособного возраста, потенциально способные к участию в труде, но занятые в домашнем и личном крестьянском хозяйстве, на учёбе с отрывом от производства, на военной службе.
В структуре трудовых ресурсов с позиции их задействованности выделяют две части:
- активную (функционирующую);
- пассивную (потенциальную).

Величина трудовых ресурсов зависит от официально установленных возрастных границ — верхнего и нижнего уровней трудоспособного возраста, доли трудоспособных среди населения трудоспособного возраста, численности участвующих в общественном труде из лиц за пределами трудоспособного возраста. Возрастные границы устанавливаются в каждом государстве и стране действующим законодательством.
Одним из главных качественных показателей трудовых ресурсов является их половозрастная структура. В литературе используется несколько отличающиеся подходы к выделению возрастных групп. Так, наиболее часто используется такая квалификация: трудовые ресурсы в трудоспособном возрасте, а также младше и старше трудоспособного. В статистических сборниках часто используется двухгрупповая классификация: трудоспособного возраста и старше трудоспособного. Иногда используется более детализированная, например, десятиуровневая шкала:
- 16 — 19 лет;
- 20 — 24 года;
- 25 — 29 лет;
- 30 — 34 года;
- 35 — 39 лет;
- 40 — 44 года;
- 45 — 49 лет;
- 50 — 54 года;
- 55 — 59 лет;
- 60 — 70 лет.

## Количественные изменения
Трудовые ресурсы имеют определённые количественные, качественные и структурные характеристики, которые измеряются абсолютными и относительными показателями, например:
- среднесписочная и среднегодовая численность работников (среднесписочная численность работников рассчитывается путём суммирования численности работников за каждый календарный день месяца и деления полученной суммы на число дней, среднегодовая численность работников определяется путём суммирования среднесписочной численности работников за все месяцы и деления полученной суммы на 12);
- коэффициент текучести кадров;
- доля работников, имеющих высшее и среднее специальное образование, в общей их численности;
- средний стаж работы по отдельным категориям работников;
- доля работников отдельных категорий в общей их численности.

Изменения численности трудовых ресурсов характеризуются такими показателями, как абсолютный прирост, темпы роста и темпы прироста.
- Абсолютный прирост определяется по данным на начало и конец рассматриваемого периода. Обычно это год или более длительный отрезок времени.
- Темп роста исчисляется как отношение абсолютной численности трудовых ресурсов в конце данного периода к их величине в начале периода.

Количественная оценка тенденций состояния и использования трудовых ресурсов позволяет учитывать и определять направления повышения их эффективности.

## Воспроизводство трудовых ресурсов
Объективная необходимость изучения воспроизводства трудовых ресурсов вызвана целым рядом причин. Трудовые ресурсы представляют собой важный фактор производства, рациональное использование которого обеспечивает не только повышение уровня производства и его экономической эффективности, но и качественное развитие всей социальной системы.
Воспроизводство трудовых ресурсов — это процесс постоянного и беспрерывного возобновления количественных и качественных характеристик экономически активного населения.
Эффективное регулирование процессов воспроизводства трудовых ресурсов обеспечит достижение стабильного экономического роста.

## Трудовые ресурсы в современном мире
Большая часть трудовых ресурсов мира сосредоточена в Восточной Азии и Тихоокеанском регионе. По данным на 2010 год, 2/3 мировых ресурсов рабочей силы приходилось на страны с самыми низкими показателями ВВП на душу населения.
За последние десятилетия благодаря глобализации мировой рынок труда стал более интегрированным. Политические изменения и экономические реформы преобразовали Китай, страны Центральной Европы, постсоветского пространства, вовлекая их трудовые ресурсы в мировую экономику. Богатые страны получают доступ к мировому рынку труда тремя способами:
- через импорт конечных продуктов из стран с более дешёвой рабочей силой;
- через перенос производства промежуточных звеньев в страны с более дешёвой рабочей силой;
- через иммиграцию из стран с более дешёвой рабочей силой[2].

С развитием информационных технологий увеличивается перечень функций, которые могут быть переданы на аутсорсинг в страны с более дешёвой рабочей силой. Стало обычным явлением оффшорное программирование. Также распространён трансграничный аутсорсинг бизнес-процессов — на основе переданных данных производится оформление различной коммерческой и финансовой документации, выставление счетов, оформление документов по претензиям. Таким же образом могут предоставляться услуги секретарей, в том числе и перепечатка аудиозаписей, услуги редакторов и тому подобное. Все эти услуги оказываются для англоязычных стран прежде всего в Индии, а также в таких странах, как Малайзия, Филиппины, Египет, Гана, Сенегал. Благодаря снижению стоимости телекоммуникаций стал возможным перенос в другие страны колл-центров. Колл-центры с английским языком действуют в Индии, на Филиппинах, в Малайзии, Пакистане, Шри-Ланке, с французским языком — в Марокко, Сенегале, с испанским языком — в латиноамериканских странах, в испаноязычных анклавах Марокко (Западная Сахара), с японским языком — на северо-востоке Китая (Далянь). Даже медицинские услуги передаются на аутсорсинг в развивающиеся страны — из США передают в Индию рентгеновские снимки, графики электрокардиограмм, результаты компьютерной томографии, а индийские врачи расшифровывают их, пишут к ним комментарии, а затем передают результаты обратно в США. Также на основе аудиозаписей бесед врача с пациентами дистанционно делаются записи в медицинскую карту — такие услуги предоставляются в Индии, на Филиппинах, в Пакистане.